# Pauillac
Pauillac er en commune i Gironde départementet i det sydvestlige Frankrig.
Under Tour de France 2010, var Pauillac målby for den 52 km lange 19. etape (enkeltstart) med start i Bordeaux.

## Vin
Communen består af kun 3000 hektar (12 km²) vingårde i Haut-Médoc mellem landsbyerne Saint-Julien i syd og Saint-Estèphe i nord, men er også hjem for tre af Bordeaux' fem Premier Cru-vine: Château Lafite Rothschild, Château Latour og Château Mouton Rothschild.

### Udvalg af Pauillac-landejendomme
- Château d'Armailhac
- Château Clerc-Milon
- Château Duhart-Milon-Rothschild
- Château Grand-Puy-Ducasse
- Château Grand-Puy-Lacoste
- Château Haut-Bages-Liberal
- Château Haut-Batailley
- Château Lafite Rothschild
- Château Latour
- Château Lynch-Bages
- Château Mouton Rothschild
- Château Pedesclaux
- Château Pichon Longueville Baron
- Château Pichon Longueville Comtesse de Lalande
- Château Pontet-Canet